# هيربيميسين
هيربيميسين (بالإنجليزية: Herbimycin)‏ هو مضاد حيوي من عائلة أنساميسين بنزوكينون الذي يرتبط بشابرون Hsp90 ويغير وظيفته. تلعب بروتينات Hsp90 أدوارًا مهمة في تنظيم دورة الخلية ونمو الخلايا وبقاء الخلية وموت الخلايا المبرمجة وتكوين الأوعية وتكوين الأورام.
تم العثور عليها في الأصل من خلال نشاطها المبيد للأعشاب، وبالتالي سميت بهذا الأسم. تم عزل أحدث أنواع الأعشاب التي تم اكتشافها، هيربيميسين دي-إف، من البكتريا المتسلسلة المعزولة من الفتحات الحرارية المرتبطة بحريق الفحم روث مولينز في أبالاتشي كنتاكي.

## المرادفات
- المضاد الحيوي تان 420 إف
- هيربيميسين أ

## النشاط البيولوجي
يحفز هيربيميسين تحلل البروتينات التي تحتاج إلى تحور في الخلايا السرطانية مثل v-Src و كروموسوم فيلادلفيا وبي53 بشكل تفضيلي على نظائرها الخلوية العادية. يتم عمل هذا التأثير بوساطة Hsp90.